# Vouvála (berg i Grekland)
Vouvála är ett berg i Grekland.   Det ligger i prefekturen Nomós Rethýmnis och regionen Kreta, i den sydöstra delen av landet, 300 km söder om huvudstaden Aten. Toppen på Vouvála är 928 meter över havet, eller 648 meter över den omgivande terrängen. Bredden vid basen är 9,0 km.
Terrängen runt Vouvála är varierad. Havet är nära Vouvála söderut. Närmaste större samhälle är Tympáki, 12,6 km öster om Vouvála. 